# Историческая память

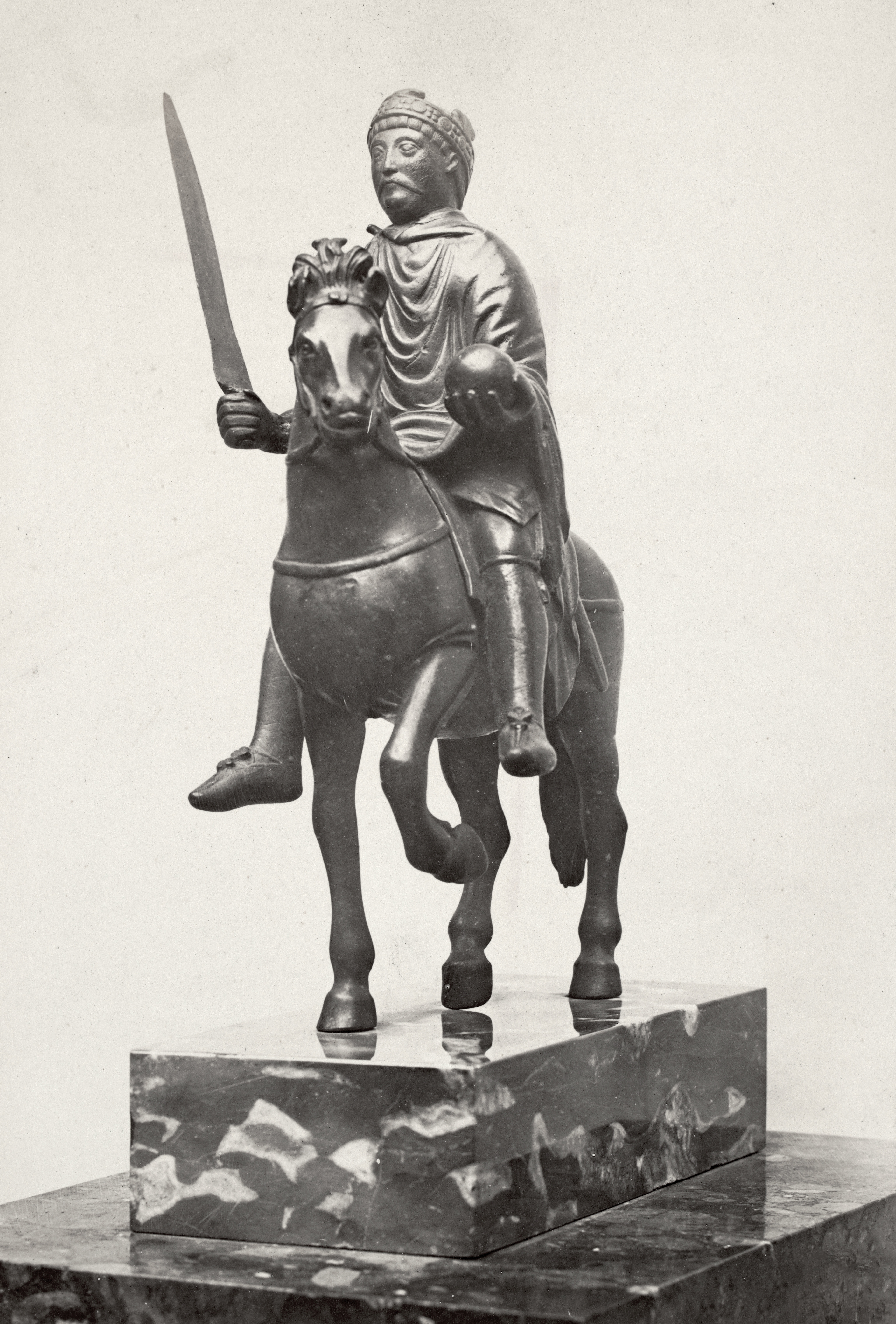
Конная статуэтка эпохи Каролингов, предположительно изображающая Карла Великого из собора Меца; находится в Лувре

Истори́ческая па́мять (также коллекти́вная память, или социа́льная память) — система социокультурных методов и институтов, контролирующих и преобразующих важное для настоящего момента социальное знание в информацию о прошлом для передачи новым поколениям «накопленного общественного опыта». В научном обиходе встречаются эквивалентные понятия, некоторые из которых употреблялись в прежние времена: историческая память, коллективная память, социальная память, коллективный мозг, память человечества, память мира.

## История термина
Коллективная память как объект рефлексии привлекла внимание исследователей достаточно поздно. Интерес к ней оформился в эпоху модерна, когда на смену традиционному укладу пришли новые установки в обществе. Если прежде сохранение прошлого происходило «автоматически» благодаря самому образу жизни в традиционном обществе, то в эпоху модерна ситуация изменилась. Представление о коллективной памяти как о предмете исследования сложилось благодаря французской социологической школе. Её видный представитель М. Хальбвакс, изучая этот вопрос в рамках социологических исследований, пришёл к выводу, что коллективная память, хотя и не даёт надёжного представления о реальном прошлом, представляет собой социальное явление.
Вскоре после него этот термин стали использовать другие исследователи: Барри Шварц (B. Schwartz), Говард Шуман (H. Schuman), Джон Скотт (J. Scott), Джеймс Вертч (J. Wertsch), А. Ассман. Французский историк Ж. Ле Гофф начал применять это понятие наравне с понятием «социальная память». Однако ряд авторов полагают использование термина «коллективная память» не совсем корректным, поскольку при этом непонятно, какой коллектив имеется в виду. Так как формирование образа прошлого у разных людей имеет свои особенности, исследователи считают более правильным употребление термина «социальная память». При этом во внимание принимается большая роль именно «социального фактора в формировании у нас образов прошлого».
В России исследование феномена памяти как результата исторического развития психики человеческого индивидуума началось ещё в советское время. Начало положили работы Л. С. Выготского, А. Р. Лурии, А. Н. Леонтьева и других учёных. Они доказали, что социально-исторические изменения не только влияют на психику человека, но и меняют сознание, переводя его, а следовательно, и функционирование памяти «на качественно иные уровни». В работах Б. Ф. Ломова было показано, что память «совокупного субъекта» приобретает новые свойства, которые не сводятся к простому суммированию «качеств входящих в неё памятей индивидов». Благодаря работам Я. К. Ребане, В. А. Ребрина, Ю. А. Левады и других исследователей в начале второй половины XX века в научный обиход вводится понятие социальная память, которое заменяет бытовавшие прежде термины историческая память, коллективная память, коллективный мозг, память человечества, память мира. Под социальной памятью понимают систему социокультурных методов и институтов, контролирующих и преобразующих важное для настоящего момента социальное знание в информацию о прошлом для передачи новым поколениям «накопленного общественного опыта». Отмечается, что социальная память, имея сходство с историей «развития памяти индивидуальной (в онтогенезе и филогенезе)» в целом, обладает особыми (по сравнению с индивидуальной) принципами устройства и воспроизведения.
Рассматривая память с позиций социально-философского подхода, используют представления социальности и, когда речь идёт об историческом контексте, выделяют понятие «исторические представления». В таких ситуациях в основном применяется термин социальная память. В то же время направление memory studies, развиваемое школой М. Хальбвакса (Халбуоча), придаёт особое значение коллективному характеру памяти, имея в виду, что это групповой взгляд на своё прошлое и использует понятие коллективная память. Следует принимать во внимание, что в отличие от научного подхода память характеризуется высокой эмоциональностью. Как отмечает Ле Гофф, это — память «мифологизированная, искаженная, анахроничная»
Понятие историческая память, как правило, выступает в роли одного «из измерений индивидуальной и коллективной (социальной памяти)». По мнению Л. П. Репиной:
«Историческая память» понимается как коллективная память (в той мере, в какой она вписывается в историческое сознание группы) или как социальная память (в той мере, в какой она вписывается в историческое сознание общества), или в целом — как совокупность донаучных, научных, квазинаучных и вненаучных знаний и массовых представлений социума об общем прошлом.
По своей природе историческая память — область междисциплинарных исследований, в которых участвуют не только историки, но и философы, социологи, политологи, культурологи, литературоведы, психологи. В Великобритании первыми, кто попытался осмыслить, «как современность конструирует образ прошлого», были социальные антропологи, исследовавшие специфику мышления современного населения. Исследованиями исторической памяти в XX веке занимались М. Хальбвакс, Пьер Нора, Ян и Алейда Ассман, Ж. Ле Гофф, Б. Гене и др. Огромное влияние на становление historical memory studies оказало третье поколение школы «Анналов». В наше время в России исследования в этой области ведут И. М. Савельева, А. В. Полетаев, Л. П. Репина, О. Б. Леонтьева, Н. Е. Копосов, А. И. Филюшкин, Б. Н. Флоря, О. В. Белова и другие историки, социологи, философы. Проблематика исторической памяти включена в учебные курсы высшего исторического образования.

## Этапы формирования социальной памяти
Для анализа механизмов формирования и функционирования социальной памяти использовались результаты исследований, полученных на протяжении всего XX столетия в смежных с историей областях науки: социологии, психологии, философии, лингвистики.
Развитие и формирование социальной памяти неразрывно связано с эволюцией человеческого общества. На первом этапе основную роль в процессе создания социальной памяти играли род, племя, община, благодаря которым создавался «общий фонд памяти». Его существование помогало консолидации коллективов, а само формирование происходило стихийно. Это отличало самую древнюю, ещё дописьменную, форму социальной памяти. Ей свойственно отсутствие осознанной цели, связанной с желанием зафиксировать в памяти, сберечь и воссоздать информацию о прошлом. Каждому новому поколению транслировался багаж знаний, приобретаемый лишь при непосредственном контакте с членами коллектива. Другими словами, память старших поколений не служила целям «запоминания и воспроизведения информации». Самая первая форма осмысления и представления о прошлом связана с мифом, в котором время как категория практически отсутствует, а прошлое и сегодняшний день представлены как единая структура. Отмечается, что «мифология первобытного общества — это не историческое знание, то есть знание о прошлом, а средство приобщения к настоящему», когда использование предыдущего знания скорее походило на его репродукцию.
Появление письменности, по мнению Л. С. Выготского, дало возможность применять «искусственные знаки как орудия управления поведением человека» и воспроизводить информацию. В таких условиях репродуктивная память хотя и поддерживается, однако уступает своё главное место иной форме социальной памяти. Главную роль начинает играть реконструктивная форма. Её отличает осознанное применение знаковых систем как основного способа консервации и воспроизведения исторического опыта для решения идеологических, образовательных и других задач. На этом этапе такая реконструктивная форма памяти носит свободный характер. Иными словами, она служит для консервации и воспроизведения тех событий, которые имеют значение для общества и его высших классов.
Третий этап формирования социальной памяти характеризуется целенаправленными действиями общества. На смену бессистемному способу хранения информации (архивы древних библиотек, собрания редких рукописей, частные коллекции) приходят обширные сети «общенациональных библиотек, архивов, музеев». Отмечается, что «все три истории, формы социальной памяти — репродуктивная, реконструктивная и конструктивная — сохраняются в современном общественном сознании, выполняя свойственные только им функции».

## Механизмы социальной памяти

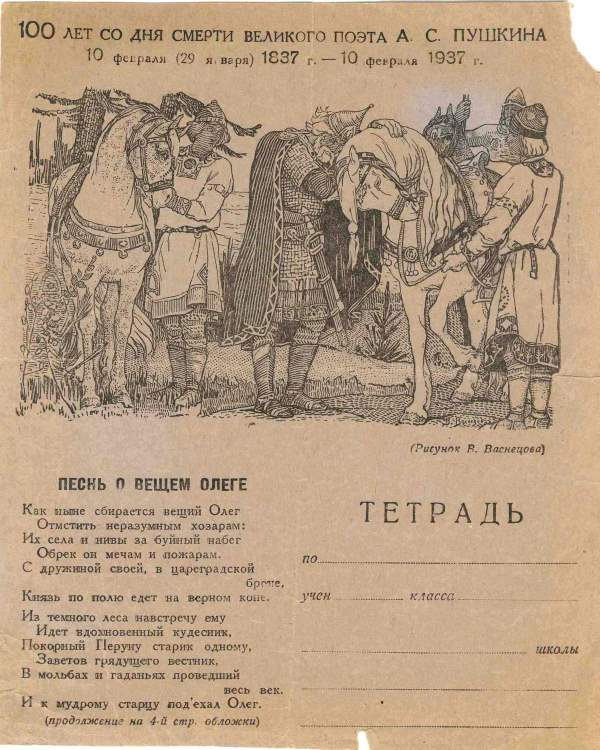
Школьная тетрадь с иллюстрацией поэмы «Песнь о Вещем Олеге», выпущенная к Пушкинскому юбилею 1937 года

Выделяют три главных носителя социальной памяти. К первому относят «сознание живущих людей», иными словами, память об общественных явлениях самих действующих лиц истории. Ко второму типу относят не имеющие прямого отношения к памяти материальные ресурсы «знаковой информации и средства её передачи», созданные исключительно для этой задачи. Третий тип носителей представляет собой материальные объекты, совсем не рассчитанные на передачу информации (средства производства в их общем понимании).
Механизмы социальной памяти работают таким образом, что не только сберегают и систематизируют информацию о прошлом, но и отображают её в настоящем, иными словами, актуализируют знания. Для этого ретроспективная информация «извлекается из долговременной памяти, преобразуется и воспроизводится в текущем общественном сознании». Это могут быть не только публикации исторических документов, выставки экспонатов в музее, передача «живых» воспоминаний средствами массовой информации, но и научное исследование, связанное с анализом исторической информации. Однако все эти действия представляют собой апелляцию к «воспоминаниям» о событиях прошлого, значимых в настоящий момент для общества. Благодаря механизмам социальной памяти ретроспективная информация вносит свой вклад в формирование менталитета современного человека, придавая рисуемой картине мира «историческую перспективу и целостность».
Таким образом, информация в виде документов и объекты материальной культуры как социальное наследство приобретают новое назначение, выполняя «роль исторического памятника». Любой объект, попадающий в поле зрения социальной памяти, будучи упорядоченным и описанным, имеет шанс стать актуализированным. Однако реальное их отражение в новой исторической ситуации регламентируется господствующей идеологией и потребностями общественно-политической обстановки.

## Механизмы дезорганизации социальной памяти
Анализируя движущие силы, оказывающие позитивное влияние на социальную память, специалисты отмечают при этом существование факторов, приводящих к её распаду. Такие нежелательные процессы разрушения в конечном итоге приводят к развитию общественной амнезии. Причины возникновения этого явления различны: помимо «естественного старения носителей информации», это может быть их массовая гибель в природных катастрофах, в крупномасштабных военных действиях, во время «идеологической борьбы в классовом обществе» и другие факторы. Вместе с тем, специалисты отмечают, что причиной социальной амнезии могут стать целенаправленные действия.

По мнению А. Г. Левинсона, 
выходящая на общественную арену социальная группа  или сила, как правило, приносит с собой собственную трактовку общего прошлого.
При этом начинается выборочные блокировка или торможение определённых социальных процессов в противовес другим, которые находят поддержку в обществе. Таким образом формируется необходимая культурная рефлексия, где из осмысления доминирующего большинства «вычеркнут» исторический опыт, позволяющий критически подойти к господствующей трактовке истории. Причём позитивная самооценка доминирующей группы осуществляется через приписывание отрицательных черт антигруппам и их общественной роли в исторических процессах. По мнению известного социолога и философа Б. Латура, «всегда, когда нужно очертить или восстановить границы группы, другие группы объявляются пустыми, архаичными, опасными, устаревшими и т. п.». Инструментом для осуществления подобных манипуляций служит в числе прочего и специально формируемая социальная амнезия.
Это особенно заметно в периоды общественных перемен и нередко приводит к драматическим событиям. Например, при объединении Германии обретение национальной идентичности было затруднено целым рядом проблем. По мнению специалистов, их, в числе прочего, вызвало «предпочтение одних вариантов коллективной памяти другим».
Большинство исследователей согласны с тем, что историческая память представляет собой продукт конкретной культуры или общества и действует в основном через нарративы. Нарративный дискурс и обусловливает картину прошлого, отвечая за избирательность памяти в проектировании прошлого и представлении о нём. Историческая память и историческая амнезия выполняют двойственную функцию при выстраивании исторической опыта: будучи опорой знания о прошлом, они довольно часто представляют его в неверном свете, запуская механизм дублирования прошлых ошибок в настоящем.
Сравнивая социальную амнезию с потерей памяти у человека, исследователи видят опасность этого явления в том, что общество, лишённое памяти о прошлом, «перестает ощущать себя субъектом истории, так же как отдельный человек, потерявший память, теряет свою личность, свое „Я“».

## Роль социальной памяти в жизни общества
Социальная память в определённой мере служит отражением коллективного опыта, позволяя любой социальной группе идентифицировать себя, приобретая «чувство прошлого» и задавая цель на будущее. При этом социальная память нередко находит опору в примерах из прошлого. В сущности, тот вариант коллективного прошлого, который принимает та или иная социальная группа, представляет собой фундамент, на котором базируется групповая идентичность. Несмотря на то, что далеко не всегда претензии коллективной памяти конкретной социальной группы подтверждаются документально, вопрос о том, полагают ли и другие группы эту память исторически достоверной, считается в данной социальной группе не столь существенным.
При формировании национальной или этногрупповой идентичности обращение к истории чаще всего «опирается на конструкцию этногенетического мифа». В ситуациях, когда этнические группы сталкиваются с угрозой исчезновения культуры и языка, с дискриминацией и её последствиями, с территориальными спорами, этногенетический миф «выполняет важную компенсаторную функцию».
Отмечается, что, отличаясь мифологичностью и эмоциональной окрашенностью, историческая память может иметь разные по своему содержанию варианты, имеющие национальные, социальные и возрастные особенности. Она определяется теми информационными условиями, в которых находится общество, и формируется с помощью существующей системы образования, средств массовой информации. А они, в свою очередь, подвержены прямому воздействию идеологии и спроса.

В таких ситуациях, по словам А. М. Эткинда,
борьба за содержание исторической памяти подобна театру военных действий, на котором совершаются стратегические и тактические акции, выполняемые разными силами и средствами.
При этом эпизоды прошлого, имеющие нейтральный характер, либо случившиеся в отдалённом пространстве, имеющие отношение к другим народам и культурам, рассматриваются спокойно. Однако всё, что связано непосредственно с идентичностью конкретной личности или группы, а также с национальными святынями и ценностями, воспринимается весьма эмоционально и часто «трактуется не столько рационально, сколько иррационально». Такое восприятие приводит к разногласию исторических трактовок и к «войнам памяти». Ряд авторов расценивает такую ситуацию как конфликт «истории» и «памяти», в котором истории приписываются объективный разносторонний взгляд и сбалансированная оценка, а память отличают редукционизм и обращение к «мифическим архетипам».
В этой связи возникает вопрос об ответственности историков при формировании картины прошлого. Поскольку историческая память служит одним из основных способов самоидентификации индивида, историки выполняют далеко не однозначную миссию при передаче и ревизии исторической памяти. И, хотя их функция состоит в сбережении прошлого, именно они выступают инициаторами того, что «прошлое постоянно интерпретируется по-новому, переосмысливается, приближается или отдаляется, происходит ликвидация „белых пятен“ или, напротив, изгнание тех или иных событий со страниц литературы». По мнению В. А. Шнирельмана, «историки тоже являются членами общества и не избавлены от присущих ему стереотипов и предрассудков». Действуя в рамках своего социального назначения, они вовлекаются в процесс создания новых версий прошлого. А историческая наука, одна из главных задач которой состоит в освобождении от мифов прошлого, оказывается вовлечённой в процесс мифологизации, «оперируя образами прошлого, почерпнутыми из массового сознания или созданными на его потребу».
Располагая потенциальной возможностью к изменению, объекты социальной памяти подвержены идеологическому манипулированию, а потому содержание социальной памяти меняется в соответствии с контекстом и приоритетами и зависит от таких явлений как политика памяти и историческая политика.
Американский психолог Харальд Вельцер отмечает, что тоталитарные государства проводят политику изменения исторической памяти, поскольку для полного контроля над людьми необходимо овладеть их памятью.

## Социальная память и историческая наука
Хотя уже с 1980-х годов память однозначно считается междисциплинарным феноменом, для каждой области знания есть свои особенности понятия «память». Историки, социологи, литературоведы, психологи применяют этот термин в разных контекстах. Однако научное сообщество стремится всё же сформировать общий подход к пониманию памяти. Исследование исторической памяти как категории исторической науки имеет собственную специфику. Прежде всего, вызывает споры сама проблема взаимосвязи исторической науки и исторической памяти. Вопрос ставится следующие образом: «история и память, история или память, история как память». По мнению немецких исследователей, Р. Козеллека и А. Ассман: «История — это не память. История и память — это две формы обращения с прошлым, дополняющие друг друга, оказывающие друг на друга влияние. Нам нужна память, чтобы вдохнуть жизнь в массу исторических знаний, и нам нужна история, для того чтобы критически проверить конструкции памяти, которые всегда подвержены политической конъюнктуре и продиктованы потребностями настоящего».
Исследуя механизмы образования памяти в тоталитарных и демократических социумах, Козелек пришёл к выводу, что коллективная память конструируется в обществе. В тоталитарных обществах этим занимается государство, которое и формирует, и осуществляет надзор за исторической памятью. В демократических обществах за такое конструирование отвечает так называемая «большая семерка», которую Козеллек именует «7 больших P». «Это профессора (Professoren), священники и пасторы (Priester und Pfarrer), ПР-специалисты (PR-Spezialisten), журналисты (Presseleute), поэты (Poeten), политики (Politiker)».
Отмечается, что политические способы воздействия на историческую память представляют собой эффективный инструмент для контролирования сознания человека и социума. Противоборство за политическое главенство часто выглядит как конкуренция «разных вариантов исторической памяти и разных символов её величия», как дискуссия о том, какие моменты истории должны вызвать гордость у народа. Известный историк М. Ферро наглядно показал, что учебники истории разных стран часто излагают одни и те же моменты истории совершенно по-разному, учитывая национальные интересы. Социальная память подчиняется закону спроса и предложения: чтобы память о прошлом событии не исчезла, чтобы она выстояла в ходе «передачи и обмена», ей необходимо быть востребованной. В подобной ситуации многое зависит от того, что именно воспринимает общество на сегодняшний день как исторически важные события. «То, что люди помнят о прошлом — а также то, что они о нём забывают» — один из основных элементов их подсознательной идеологии.
Роль исторической науки в этом процессе состоит в том, чтобы максимально расширить диапазон памяти и сообщить ей максимальную достоверность. Задача науки видится в том, «чтобы наши знания о прошлом не ограничивались тем, что является актуальным в данный момент». Однако в реальности историки играют противоречивую роль в эволюции социальной памяти о прошлом. Разрушая «морально устаревшие» версии прошлого, они создают новые варианты мифов — «потенциальные элементы будущей национальной мифологии».
Известный французский историк Б. Гене писал: 
Социальная группа, политическое общество, цивилизация определяются прежде всего их памятью, т. е. их историей, но не той историей, которая была у них в действительности, а той, которую сотворили им историки.
Кардинальные изменения в общественных настроениях вызывают пересмотр прошлого и переписывание истории. В СССР подобные явления имели место не один раз. Например, после революционных событий 1917 года «дворянская» и «буржуазная» историография уступила место освободительному и антиколониальному варианту отечественной истории. Новое переписывание, вызванное принятием Конституции СССР, пришлось на вторую половину 1930-х годов. Тогда возникла необходимость в «национальных историях», где главную роль играл этнический элемент. Помимо этого, в годы Советской власти немаловажную роль играла так называемая «борьба с национализмом», носившая характер массовых кампаний. Страх перед репрессиями вынуждал местных историков
«менять свое представление о предках».
Пересмотр образа прошлого имеет место и в других странах. Например, долгое время в США Война за независимость подавалась как борьба двух противников — колонистов и британских колониальных войск. Однако сейчас известно, что почти половина колонистов сражались в то время на стороне Великобритании. Во Франции при генерале де Голле время Второй мировой войны рисовалось в героическом свете, страна жила представлением о том, что то было противоборство французской освободительной армии и нацистских оккупантов. И лишь после кончины де Голля историки во Франции приступили к изучению коллаборационизма, в который были вовлечены не только функционеры Вишистского государства, но и значительная часть французов.

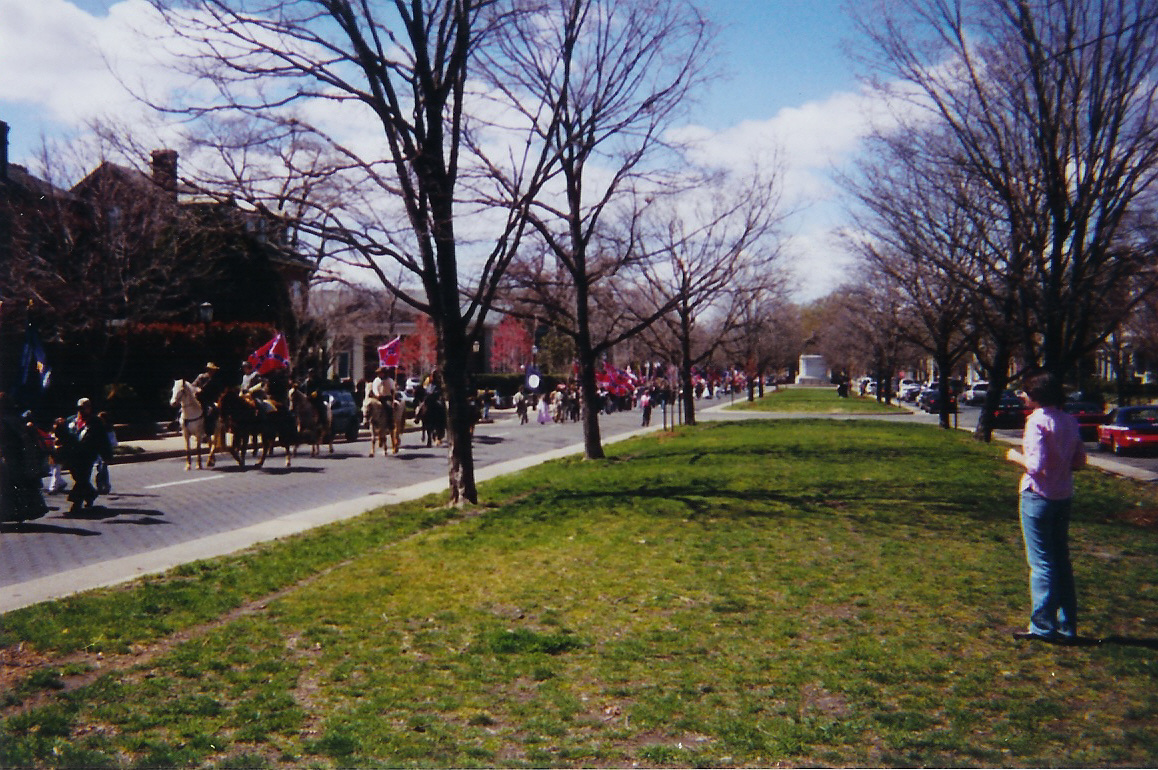
Парад Конфедерации на проспекте Монументов, Ричмонд, Вирджиния

В американском обществе сохраняется неоднозначное отношение к Гражданской войне 1861—1865 годов. Общенациональный канон исторической памяти о Гражданской войне возник под политическим влиянием лидеров победившего Севера: Юг (Конфедеративные Штаты Америки) боролся за сохранение рабства, а Север выступал за сохранение государственного единства и против рабства. В свою очередь, южными историками предлагались альтернативные восприятия этой войны, концептуализированные в рамках комплекса нарративов, известных как «Проигранное дело Конфедерации». Дебаты, посвященные вопросам памяти о войне, всё ещё продолжаются, особенно в том, что касается мемориалов, героев Конфедерации и её символики. Флаг Конфедеративных Штатов Америки для многих «белых» жителей Юга США по-прежнему является символом мужества, чести и патриотизма, в то время как для афроамериканцев он ассоциируется с расизмом и угнетением.
Подобные случаи манипуляций с содержанием исторической памяти присутствуют на самом деле в каждой стране и характерны для всех периодов истории. Создание «удобных» вариантов исторической памяти привлекает не только властные структуры: этим же занимаются как оппозиция, так и разные социальные движения. Независимо от того, выполняет ли социальная память свои функции при тоталитарном режиме или используется различными группами демократического общества, её содержание трансформируется «в соответствии с контекстом и приоритетами». Всё это создаёт необходимость исследования вопросов становления «исторических мифов и предрассудков», укрепления их в общественном сознании.

## Взаимодействие исторической и социальной памяти
При исследовании памяти как сложного явления чаще всего используются два подхода — социальный и исторический. Отсюда проистекает и анализ этого феномена в категориях «социальная память» — «историческая память», и его междисциплинарный статус. С точки зрения междисциплинарного подхода, память проявляется через комплекс таких действий, как: «запоминание (отбор информации), сохранение, воспроизведение и референция информации (стирание из памяти определённых событий, вычеркивание из исторической памяти того или иного факта)». Но, если социальная память ориентирована на обретение ценностно-смыслового согласия, то историческая направлена на то, чтобы сберечь и распространять существующие сведения о прошлом. И хотя предмет отражения у них один и тот же, они выполняют свои задачи, используя разные методы сохранения и разные формы отражения социальной жизни.

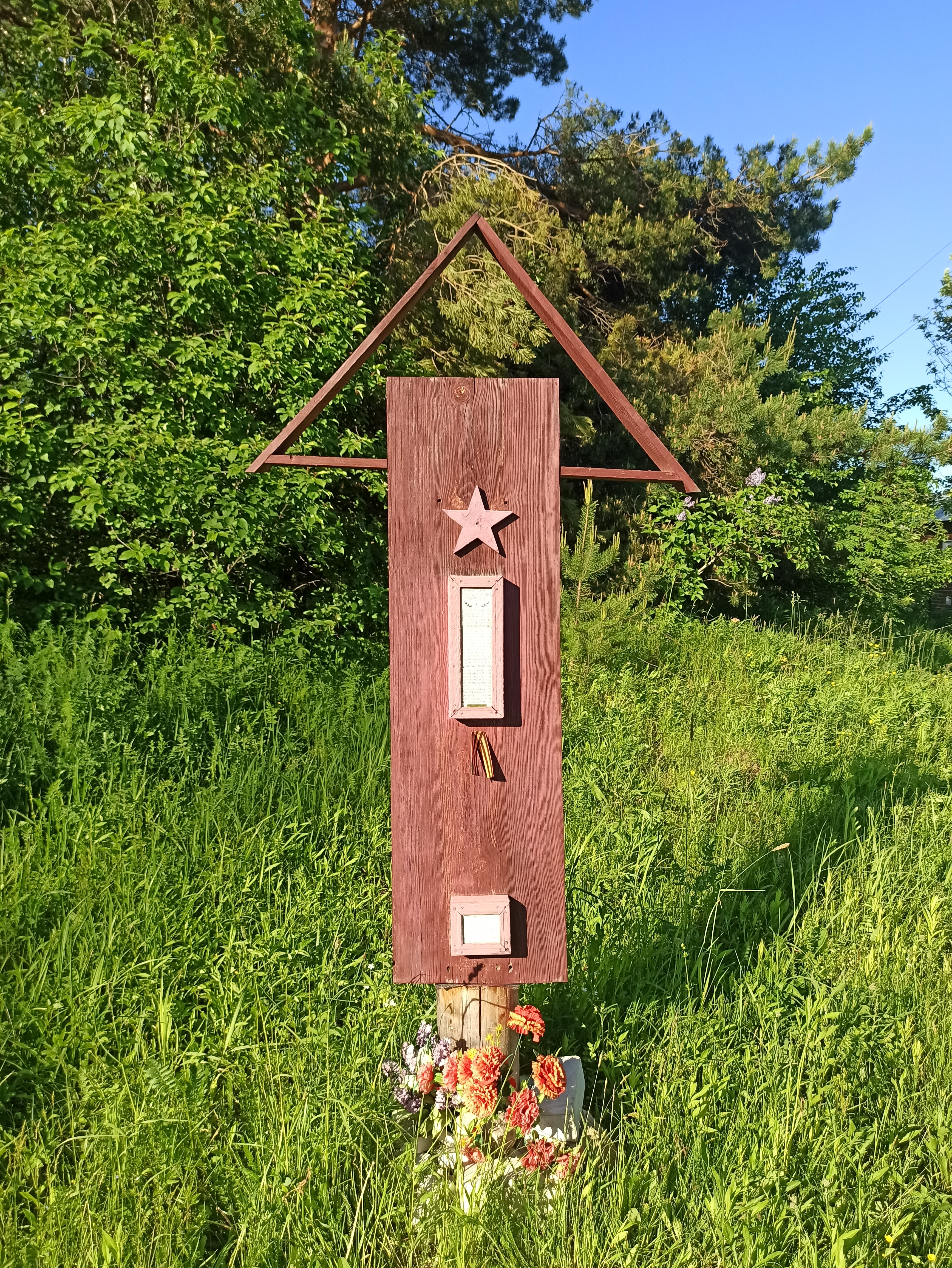
Самостоятельно выполненный мемориал павшим в Великую Отечественную войну жителям деревни Ознобишино Владимирской области

Историческая память — это, прежде всего, осознанный взгляд в прошлое вместе с его позитивными и негативными сторонами, желание воссоздать реальные события истории. Социальная же память в ходе развития исторической науки «меняет своё содержание», руководствуясь как избирательностью при рассмотрении прошлого, так и оценочными соображениями. Одно и то же историческое событие довольно часто приобретает в разных исторических концепциях полярные оценки, что приводит к несходному его звучанию в памяти различных социальных групп.
Деятельность социальной памяти носит чёткую мировоззреченскую направленность. Мировоззрение как вполне стабильная система самых общих взглядов на мир и место человека в нём «именно в силу своей всеобщности» нацелено на социальную память. Тогда как историческая память, «в силу своей временности», ориентирована на более определённые явления, «включая как запоминание их содержания, так и забвение». По мнению П. Нора, между исторической памятью и историей существует своеобразная брешь, поскольку историческая память не сберегла полную непрерывную картину прошлого. Будучи одним из руководителей историко-методологической школы, выступающей со своей концепцией памяти, он видит в самом факте историографического сознания итог «отрыва истории как науки от исторической памяти». П. Нора считает, что историки формируют «места памяти» там, где настоящая подлинная память не сохранилась. Он приходит к выводу, что «истинная цель истории — подавить и уничтожить память [о прошлом]» . Рассматривая историческую память в качестве своеобразного «архива», учёный сравнивает её со складом, где хранятся запасы, которые невозможно сберечь в воспоминаниях. В итоге возникает проблема, какие именно исторические материалы следует запомнить и, таким образом, преобразовать из памяти исторической в память социальную.
Формируя историческую память, историки стараются сохранять объективность, избегая субъективного подхода. Но следует помнить о том, что в исторической памяти функционирует вполне целенаправленная процедура забвения. В самой исторической науке оно носило системный характер, будучи итогом осознанных и упорядоченных действий. Творцы исторических источников разработали достаточно общие приёмы «забвения фактов исторической памяти», давая ложную информацию о событии или не упоминая о нём.
Социальная память менее уязвима для манипуляций, поскольку включает более значительный объём запоминаемых сведений и не так сильно зависит от материальных «носителей своего содержания». Помимо этого, сама работа социальной памяти осуществляется в таких формах её бытования, которые включают скрытые сущностные свойства общества, таящиеся в мифах и архетипах. Её назначение состоит в том, чтобы помочь «человеку в поиске коллективной идентичности», сберечь опыт «выживания общности».